# 陰岱鋼
陰岱鋼（いんだいかん、1984年〈昭和59年〉11月14日 - ）は、日本のモノマネ芸人。宮崎県宮崎市出身。Real Steppers Production事務所所属。
木村拓哉の声真似や、プロ野球選手の陽岱鋼の形態模写を持ちネタとし、陽からは公認の扱いを受けている。

## 芸歴
2016年10月にプロ活動を始める。
2021年現在～プロアマチュア活動
2022年6月LINE LIVE からスカウトを受け専属ライバーとなる

## 出演

### ラジオ番組
- 宮崎サンシャインＦＭ 毎週火曜日『南国パラダイス』メインＭＣ（すでに終了）期間３カ月